# باشگاه فوتبال لندن لیونس
باشگاه فوتبال لندن لیونس (به انگلیسی: London Lions Football Club) یک باشگاه فوتبال در شهر بارنت، کشور انگلستان است که در سال ۱۹۹۵ میلادی تأسیس شده‌است.